# Venus de Arlés

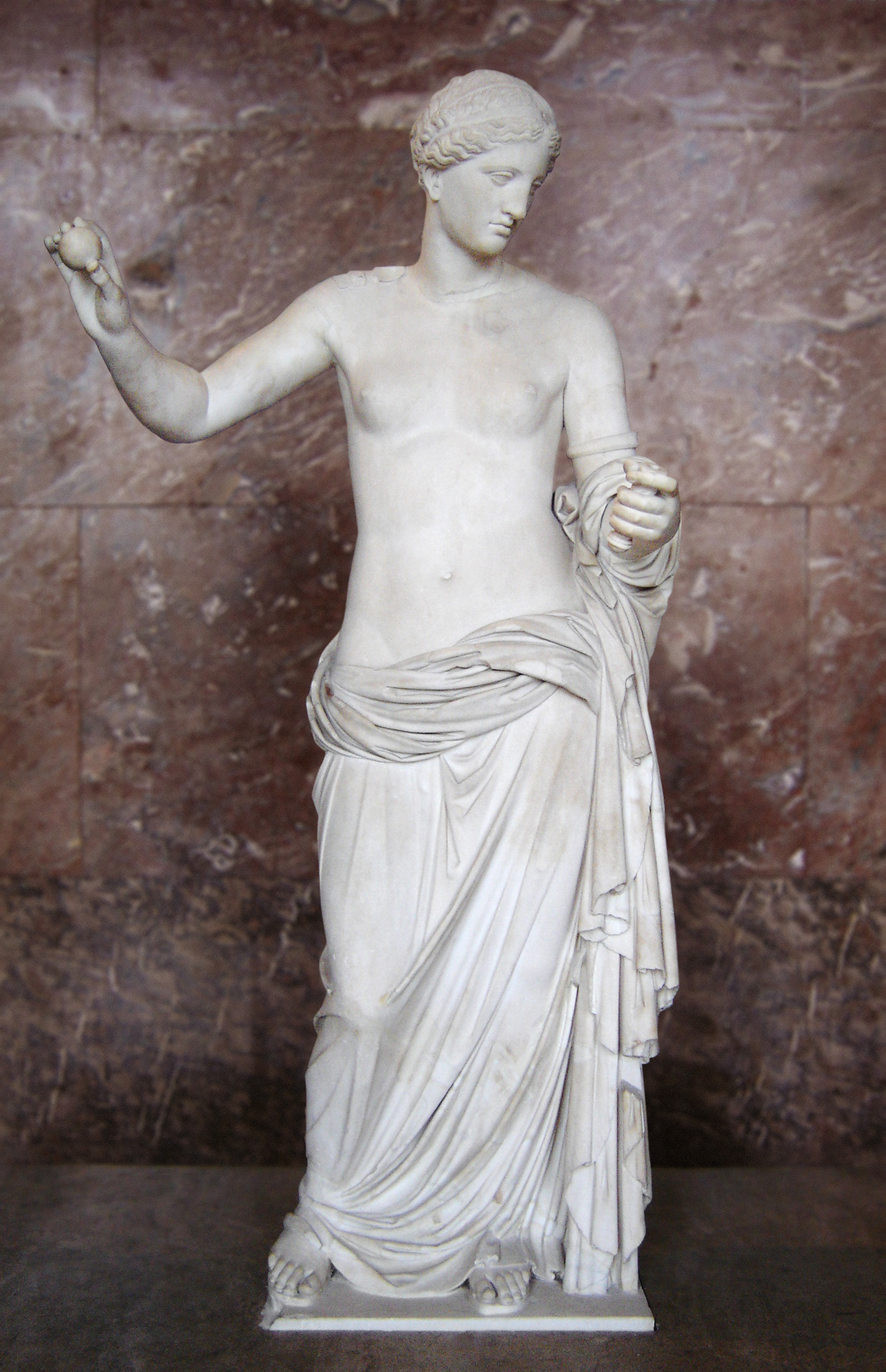
La Venus de Arlés.

La Venus de Arlés es una escultura de 1,94 m de alto de Venus conservada en el Museo del Louvre. Está esculpida en mármol de Himeto y data de finales del siglo I a. C..
Puede ser una copia de la Afrodita de Tespias de Praxíteles, encargada por la cortesana Friné. En el siglo II d. C., Pausanias mencionó la existencia en Tespias (Beocia, centro de Grecia) de un grupo compuesto por Cupido, Friné y Afrodita. El estilo praxiteliano puede encontrarse en el parecido de la cabeza con el de la Afrodita Cnidea (definitivamente una obra de Praxíteles). En un intento de reconstruir su carrera, la Afrodita de Tespias original sería una obra de juventud (años 360 a. C.), si elegimos creer que esta mujer parcialmente cubierta (repetida con frecuencia en la época helenística: véase por ejemplo la Venus de Milo) es un preludio del desnudo integral que fue su Afrodita Cnidea de aproximadamente el 350 a. C.

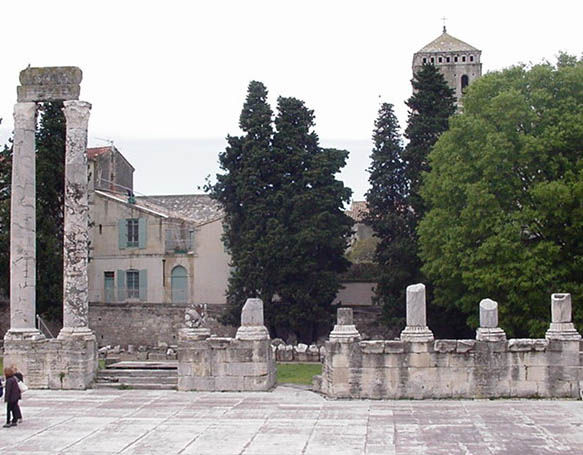
El teatro de Arlés, lugar donde se halló la estatua.

La Venus de Arlés fue descubierta en varios trozos en el teatro romano de Arlés (Francia) en 1651 por obreros que cavaban un pozo. Primero apareció la cabeza, a una profundidad de 2 m, lo que estimuló nuevas excavaciones. Más tarde, tras haber sido dada en 1681 a Luis XIV para decorar la Galería de los Espejos del Palacio de Versalles, se realizaron más excavaciones en la zona del scenae frons del teatro, pero no se encontraron más fragmentos. La estatua fue confiscada de la colección real en la Revolución y ha estado en el Museo del Louvre desde su fundación, si bien actualmente no se exhibe.
En su restauración de la escultura, el escultor real François Girardon, para hacerla más definitivamente una Venus, añadió algunos atributos: la manzana en la mano derecha, como ganada en el Juicio de Paris, y el espejo en la izquierda. La cabeza, a pesar de que sus bordes rotos no encajan directamente con el torso, pertenece con seguridad al cuerpo, lo que es un punto importante dado que es la única escultura de este tipo concreto que conserva su cabeza, y ésta es praxiteliana, comparable a su Afrodita de Cnido. El brazalete de su brazo izquierdo, sin embargo, es original, resultando un rasgo identificativo de la diosa, como se ve en la Afrodita Cnidea.